# Neochactas paoensis
Espèce
Synonymes
- Broteochactas paoensis González-Sponga, 1996

Neochactas paoensis est une espèce de scorpions de la famille des Chactidae.

## Distribution
Cette espèce est endémique de l'État de Bolívar au Venezuela. Elle se rencontre vers Roscio.

## Description
Le mâle holotype mesure 31,07 mm et la femelle paratype 28,74 mm.

## Systématique et taxinomie
Cette espèce a été décrite sous le protonyme Broteochactas paoensis par González-Sponga en 1996. Elle est placée dans le genre Neochactas par Soleglad et Fet en 2003.

## Étymologie
Son nom d'espèce, composé de pao et du suffixe latin -ensis, « qui vit dans, qui habite », lui a été donné en référence au lieu de sa découverte, El Pao.

## Publication originale
- González-Sponga, 1996 : Aracnidos de Venezuela. Un nuevo genero, cinco nuevas especies, redescripcion de Chactas setosus Kraepelin, 1912 y reporte para Venezuela de Broteochactas colombiensis Gonzalez-Sponga, 1976 (Scorpionida, Chactidae). Memoria de la Sociedad de Ciencias Naturales La Salle, vol. 56, no 145, p. 3-33.